# Palazzo Moncada (Paternò)
Palazzo Moncada è un palazzo storico di Paternò di proprietà privata.
Riedificato nel 1627 su una preesistente costruzione del '400, il palazzo sorge a ridosso della collina storica e deve il suo nome alla nobile famiglia Moncada del ramo dei principi di Paternò, che furono per molti anni i proprietari e i dimoranti.
La lunga facciata si erge a ridosso della medievale Porta del Borgo, ed è caratterizzata da elementi in pietra lavica (balconi, portali e mensoloni) e, nonostante si tratti di una dimora patrizia, lo stile architettonico è molto semplice. Molto interessante invece è l'interno, con saloni riccamente affrescati e stuccati.